# Comporta hidràulica

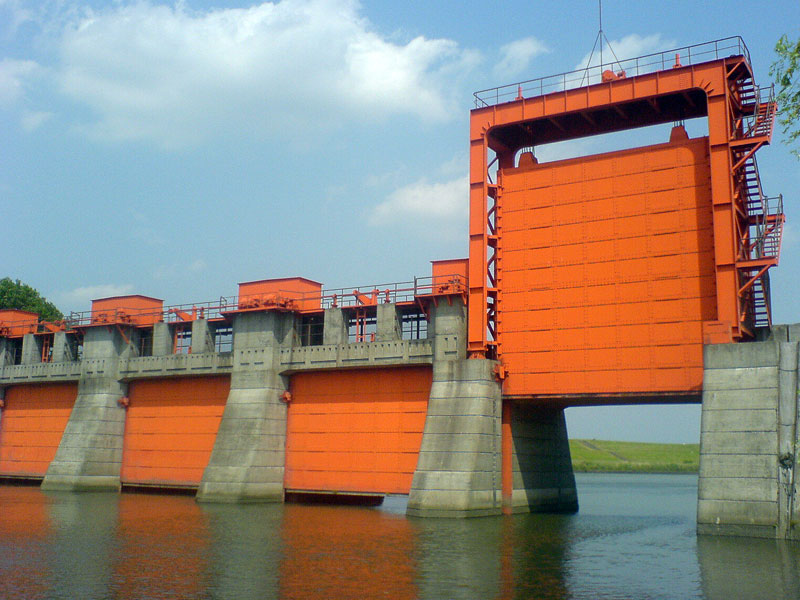
Comporta anti-inundacions

Una comporta hidràulica és un dispositiu hidràulic-mecànic destinat a regular el passatge d'aigua o un altre fluid en una canonada, en un canal de reg, preses, rescloses, obres de derivació o una altra estructura hidràulica.

## Principals tipus de comportes
Per als canals, preses, rescloses i obres hidràuliques d'envergadura els principals tipus de comportes són:
- Comporta tipus anell
- Comporta tipus basculant
- Comporta tipus cilindre
- Comporta tipus resclosa
- Comporta tipus llangardaix
- Comporta tipus rodant
- Comporta tipus sector
- Comporta tipus segment
- Comporta tipus Stoney; o tipus vagó, (tipus de comporta plana).
- Comporta tipus tambor
- Comporta tipus teulada
- Comporta tipus visera, tipus de comporta hidràulica utilitzada en canals navegables. És accionada per un pistó hidràulic o pneumàtic.
- Comporta tipus atall.
- Comportes automàtiques per a control de nivell
  - Comportes per al control de nivell "aigües amunt": Comporta AMIS
  - Comportes per al control de nivell "aigües avall": Comporta AVIS